# ХК Трикотекс Суботица
Хокејашки клуб Трикотекс је клуб хокеја на трави из Суботице.

## Историја
Клуб је основан 2003. године у оквиру конфекцијске фирме Трикотекс из Суботице. Хокејаши Трикотекса освајају титулу националног првенства већ 2004. године. Међутим због финансијских проблема клуб није у могућности да сваке године учествује у Првенству Србије, рад клуба се више базира на рад са млађим категоријама.

## Успеси
- Првенство Србије
  - Првак (1): 2004.
  - Други (2): 2005, 2006.
- Еурохокеј челенџ 2
  - Победник (1): 2005.